# Wassili Ignatjewitsch Grinewezki

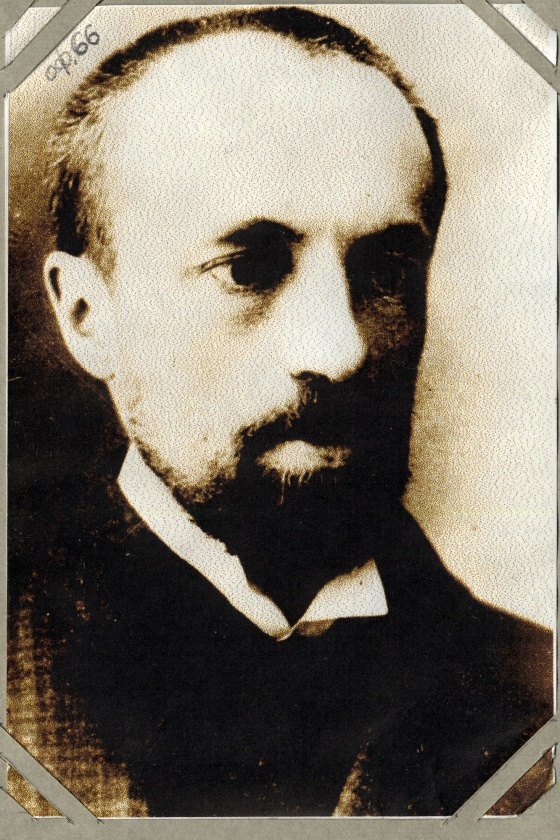
Wassili Ignatjewitsch Grinewezki

Wassili Ignatjewitsch Grinewezki (russisch Василий Игнатьевич Гриневецкий; * 2. Junijul. / 14. Juni 1871greg. in Kiew; † 27. März 1919 in Jekaterinodar) war ein russischer Maschinenbauingenieur und Hochschullehrer.

## Leben
Grinewezki stammte aus einer altadligen Familie. Sein Vater Ignati Felixowitsch Grinewezki war Eisenbahnangestellter und Staatsrat (5. Rangklasse). Grinewezkis Mutter Jekaterina Wassiljewna war die Tochter des Admirals Wassili Sawoiko, der im Krimkrieg die erfolgreiche Verteidigung des blockierten Petropawlowsk-Kamtschatskis und Kamtschatkas organisierte.
Grinewezki besuchte in Kasan die Realschule (Abschluss 1889) und studierte an der Kaiserlichen Moskauer Technischen Schule (IMTU) mit Abschluss 1896. Er blieb dann dort und lehrte die Projektierung von Maschinen und Kränen im Detail. 1900 wurde er Adjunkt-Professor und wurde auf Anweisung des Volksbildungsministers in den Sommerferien zu Studienzwecken für zwei Monate zur Weltausstellung Paris 1900 abgeordnet. 1902 wurde er Professor am Lehrstuhl für Angewandte Mechanik und Maschinenbau und 1914 Rektor der IMTU als Nachfolger des verstorbenen Alexander Gawrilenkos.
Grinewezki untersuchte die physikalischen Prozesse in Dampfmaschinen, Heizkesseln und Verbrennungsmotoren. 1905 entwickelte er ein Wärmeberechnungsschema für Heizkessel unter Berücksichtigung der Wärmeübertragungsprozesse. 1906 folgte die Theorie zur Wirtschaftlichkeitsberechnung der Arbeitsprozesse in der Dampfmaschine. Auch beschäftigte er sich mit der Reformierung der Dampfwirtschaft in Textilfabriken und führte die Kraft-Wärme-Kopplung ein. Im selben Jahr präsentierte er die Konstruktion eines Zweitaktmotors. 1907 stellte er die weltweit erste Wärmeberechnung für einen Verbrennungsmotor vor, die die Grundlage für die Analyse der im Verbrennungsmotor ablaufenden Prozesse wurde. 1909 wurde Grinewezkis Motor für eine Lokomotive gebaut und mit guten Ergebnissen getestet. In seinem Buch über Probleme und Perspektiven von Lokomotiven mit Verbrennungsmotor beschrieb er die Konstruktion solcher Lokomotiven. Grinewezki und Karl Kirsch waren die Begründer der Moskauer Wärmetechnik-Schule.
Grinewezki entwickelte das Projekt zur Umwandlung der IMTU in eine Technische Hochschule. 1916 stellte er ein Projekt für die Reform der Berufsbildung mit verstärkter Spezialisierung vor. Nach der Februarrevolution 1917 wurde Grinewezki im Juni 1917 auf der Liste der Konstitutionell-Demokratischen Partei (Kadetten) in die Moskauer Stadtduma gewählt. Nach der Oktoberrevolution widersetzte er sich der Unterstellung der technischen Bildungseinrichtungen unter das Volkskommissariat für Bildung der RSFSR. Im Bürgerkrieg ging er nach Charkow und veröffentlichte ein Buch über den Wiederaufbau der zerstörten Wirtschaft und die Notwendigkeit einer kapitalistischen Wirtschaftsordnung und ausländischen Kapitals dafür. Viele seiner Vorschläge wurden im GOELRO-Plan benutzt. Grinewezkis Buch wurde auf Anweisung der Presseabteilung des Zentralkomitees der KPdSU von der Zentrosojus 1922 neu herausgegeben.
Grinewezki starb an Fleckfieber mit Gehirnentzündung.
1921 unterstützte Lenin den Vorschlag Leonid Ramsins, ein Forschungsinstitut für Wärmeenergie zu gründen und nach Grinewezki und Kirsch zu benennen. Am 13. Juli 1921 beschloss der Rat für Arbeit und Verteidigung die Errichtung des Grinewezki-Kirsch-Instituts für Wärmetechnik mit Ramsin als ersten Direktor. Das Institut wurde später das Allrussische F.-E.-Dzierżyński-Institut für Wärmetechnik (WTI).

## Mitarbeiter und Schüler Grinewezkis
- Nikolai Briling (1876–1961)
- Jewgeni Masing (1880–1944)
- Georgi Jegorowitsch Noltein (1883–1961)
- Boris Oschurkow (1887–1927)
- Eduard Satel (1885–1968)
- Jewgeni Nikolajewitsch Tichomirow (1891–1973)
- Alexei Schelest (1878–1954)

## Ehrungen
- Orden des Heiligen Wladimir IV. Klasse
- Sankt-Stanislaus-Orden II. Klasse
- Russischer Orden der Heiligen Anna III. Klasse